# Penninska alperna
Penninska alperna, Valaisalperna eller Wallisalperna (tyska: Walliser Alpen eller Penninische Alpen, italienska: Alpi Pennine, franska: Alpes valaisannes eller Alpes pennines) är en bergskedja i Alperna på gränsen mellan sydöstra Schweiz och nordöstra Italien, med sidokedjor. Området ligger i den schweiziska kantonen Valais och de italienska regionerna Aostadalen och Piemonte. Den högsta punkten, Dufourspitze, 4 634 meter över havsytan, i Monte Rosa-massivet är Schweiz högsta berg. Huvudkedjan sträcker sig från passet Petit Col du Ferret i väster till det 95 km avlägsna Simplonpasset. 

## Namn och etymologi
- "Alpes Poeninaie" var en liten romersk provins där nuvarande Valais ingick.[2] Sankt Bernhardspasset hette "Mons Penninus". Det galliska "penn" kan översättas med bergspass.[3]
- Beteckningarna "Valaisalperna" och "Wallisalperna" är vanliga i svensk litteratur. De kan dock vara missledande eftersom området bara omfattar en del av kantonen Valais alper. Dessutom ligger en stor del utanför den nuvarande kantonen Valais.

## Begränsningar
I SOIUSA-systemet utgör Penninska alperna en sektion (SZ 9) i Nordvästalperna. Området begränsas i sydväst av floden Dora Baltea, i väster av passet Petit col du Ferret, i norr av floden Rhône och i öster av Simplonpasset. I sydost utgör Poslätten gräns, norr om linjen Ivrea-Biella-Arona.
 Huvudkedjan börjar vid de Grajiska alperna i Petit col du Ferret, och löper till det 60 kilometer västerut belägna Monte Rosa-massivet. Därifrån fortsätter huvudkedjan till Simplonpasset, 35 kilometer åt nordnordväst. Öster om Simplonpasset börjar de Lepontiska alperna.

## Geologi och naturtillgångar
Huvuddelen av området består av kristallinska bergarter. Bortsett från vattenkraft har den schweiziska delen få naturtillgångar. Förr bröts dock stenkol och järn i Rhônedalen.

## Toppar
De högsta topparna i Penninska alperna
| Namn              | Höjd  |
| ----------------- | ----- |
| Dufourspitze      | 4,634 |
| Dunantspitze      | 4,632 |
| Grenzgipfel       | 4,618 |
| Nordend           | 4,609 |
| Zumsteinspitze    | 4,563 |
| Signalkuppe       | 4,554 |
| Dom               | 4,545 |
| Liskamm           | 4,538 |
| Weisshorn         | 4,506 |
| Täschhorn         | 4,491 |
| Matterhorn        | 4,478 |
| Parrotspitze      | 4,432 |
| Dent Blanche      | 4,364 |
| Nadelhorn         | 4,327 |
| Grand Combin      | 4,314 |
| Lenzspitze        | 4,294 |
| Stecknadelhorn    | 4,241 |
| Castor            | 4,230 |
| Zinalrothorn      | 4,223 |
| Hohberghorn       | 4,219 |
| Alphubel          | 4,206 |
| Rimpfischhorn     | 4,199 |
| Strahlhorn        | 4,190 |
| Dent d'Hérens     | 4,171 |
| Breithorn         | 4,164 |
| Bishorn           | 4,153 |
| Pollux            | 4,092 |
| Ober Gabelhorn    | 4,073 |
| Dürrenhorn        | 4,035 |
| Allalinhorn       | 4,027 |
| Weissmies         | 4,031 |
| Lagginhorn        | 4,010 |
| Fletschhorn       | 3,993 |
| Adlerhorn         | 3,988 |
| Schalihorn        | 3,974 |
| Jägerhorn         | 3,970 |
| Grand Cornier     | 3,962 |
| Ulrichshorn       | 3,925 |
| Wellenkuppe       | 3,903 |
| Feechopf          | 3,888 |
| Klein Matterhorn  | 3,883 |
| Pointe du Mountet | 3,877 |
| La Ruinette       | 3,879 |

| Namn                                 | Höjd  |
| ------------------------------------ | ----- |
| Mont Blanc de Cheilon                | 3,870 |
| Bouquetins                           | 3,838 |
| Brunegghorn                          | 3,833 |
| Tour de Boussine                     | 3,833 |
| Cima di Jazzi                        | 3,818 |
| Balfrin                              | 3,802 |
| Pigne d'Arolla                       | 3,796 |
| Mont Vélan                           | 3,765 |
| Tête Blanche                         | 3,750 |
| L'Évêque                             | 3,738 |
| Le Pleureur                          | 3,706 |
| Aiguille de la Tsa                   | 3,668 |
| Besso                                | 3,667 |
| Mont Collon                          | 3,637 |
| Les Diablons                         | 3,605 |
| Mont Gelé                            | 3,517 |
| Becca di Luseney                     | 3,506 |
| Château des Dames                    | 3,489 |
| Grand Tournalin                      | 3,379 |
| Rosablanche                          | 3,348 |
| Mont Avril                           | 3,341 |
| Grande Rochère                       | 3,326 |
| Corno Bianco                         | 3,320 |
| Testa Grigia (Tête grise, Grauhaupt) | 3,315 |
| Sasseneire                           | 3,259 |
| Grand Golliat                        | 3,240 |
| Pizzo Bianco                         | 3,216 |
| Latelhorn                            | 3,207 |
| Schwarzhorn                          | 3,204 |
| Gornergrat                           | 3,136 |
| Frilihorn                            | 3,124 |
| Mont Néry                            | 3,070 |
| Bella Tola                           | 3,028 |
| Monte Tagliaferro                    | 2,964 |
| Riffelhorn                           | 2,931 |
| Aiguille des Angroniettes            | 2,885 |
| Balmahorn                            | 2,870 |
| Becca de Corbassière                 | 2,749 |
| Cima di Bo                           | 2,556 |

## Kommunikationer
De enda bilvägar som korsar huvudkedjan är Sankt Bernhardspasset med vinteröppen (avgiftsbelagd) vägtunnel och, längst i öster, det normalt vinteröppna Simplonpasset med järnvägstunnel. 
Från Brig till Zermatt går en meterspårig järnväg. Bergkammen Gornergrat, 3 135 meter över havsytan, nås från Zermatt med kuggstångsbanan Gornergratbahn. 

## Språk
- Italienska är officiellt språk i de flesta områden söder om huvudkedjan.
- Franska talas norr om huvudkammen i det västra området, från Val Ferret till Val d'Anniviers. Franska är även, tillsammans med italienska, officiellt språk i Aostadalen där frankoprovensalska talas i många byar.
- Tyska är officiellt språk norr om huvudkammen, från Turtmanndalen österut, liksom i de schweiziska byarna söder om Simplonpasset. Walsertyska talas även i vissa italienska Walserbyar, kanske tydligast i Gressoney.

## Turism
I bergskedjan ligger många kända turistorter som Verbier, Zermatt, Saas-Fee och Breuil-Cervinia. Längs kedjan går bergsvandrings- och skidbestignings-leden Haute Route. Stresa vid Lago Maggiore besöks mest under vår, sommar och höst.

### Sport
På Haute Route-avsnittet Zermatt-Verbier arrangeras vartannat år den krävande skidbestigningstävlingen Patrouille des Glaciers.